# José Falero
José Carlos da Silva Junior  mais conhecido como José Falero (Porto Alegre, 1987) é escritor brasileiro. De origem periférica, é mais conhecido pelo seu livro Os Supridores (2020), romance que problematiza questões sociais com base em autores como Karl Marx.
Foi finalista do Prêmio Jabuti 2022, com a obra "Mas em que mundo tu vive" e foi ganhador do Prêmio AGES 2021 com a obra "Os supridores", como livro do ano.

## Biografia
José Carlos da Silva Junior, nasceu em 1987, em Porto Alegre.

### Inicio de carreira
Falero se iniciou na literatura "tardiamente", conforme ele próprio afima. Aos 20 anos, por insistência da irmã, leu Besta-Fera, e a partir daí leu diversos outros livros, até começar, ele próprio, a escrever.
Sua estréia na literatura se deu com Vila Sapo,livro de contos. A "Vila Sapo" é uma favela na Lomba do Pinheiro, zona leste de Porto Alegre. Entre outros assuntos, os contos abordam a violência policial nas periferias. Passando por Os Supridores, sua terceira publicação foi um livro de crônicas intitulado Mas em que Mundo Tu Vive? (2021). Em linguagem altamente informal, aborda temas como racismo, pobreza e as injustiças sofridas por trabalhadores assalariados.

## Prêmios
- Ganhou o Prêmio AGES, da Associação Gaúcha de Escritores, com a obra "Os Supridores", como livro do ano em 2021;[11]

## Livros
- Os Supridores, 2020;
- Mas em que mundo tu vive, 2021;
- Vila sapo, 2022;
- Vera, 2024;